# Daniel Ingram
 (août 2015).
Si vous disposez d'ouvrages ou d'articles de référence ou si vous connaissez des sites web de qualité traitant du thème abordé ici, merci de compléter l'article en donnant les références utiles à sa vérifiabilité et en les liant à la section « Notes et références ».
Daniel Ingram est un auteur-compositeur canadien né le 13 juin 1975 à Vancouver. Composant principalement pour des séries d'animation, il a écrit plus de 200 partitions pour la télévision, dans des genres allant de la pop-musique au rock, en passant par le style Broadway.

## Biographie
Le 18 octobre 2012, Hub Network annonce officiellement que Daniel Ingram sera l'auteur-compositeur de la saison 3 de My Litte Pony et de la nouvelle série 
Littlest Pet Shop.
Rolling Stone lui a consacré un article pour son travail sur My Litte Pony. Ingram y explique qu'Alan Menken et Randy Newman ont eu une grande influence sur son travail[source insuffisante].

### Distinctions
Daniel Ingram a été  nommé trois fois aux Daytime Emmy Awards dans la catégorie « meilleure chanson originale d'une série pour enfants ou série d'animation » : Becoming Popular (The Pony Everypony Should Know) et May the Best Pet Win de My Litte Pony en 2012 et If You're a Guy de Littlest Pet Shop en 2013.
Il a reçu en 2008 un Leo Award dans la catégorie « meilleure musique d'une série  » pour About a Girl, en 2010 dans la catégorie « meilleure musique d'une série d'animation » pour Martha Speaks et en 2013 dans la catégorie « meilleure musique d'une série d'animation » avec Steffan Andrew pour l'épisode Magical Mystery Cure de My Litte Pony .